# Collonge-la-Madeleine
Pour les articles homonymes, voir Collonge.
Collonge-la-Madeleine est une commune française située dans le département de Saône-et-Loire, en région Bourgogne-Franche-Comté.
L'une de ses particularités est de figurer parmi les dix communes les moins peuplées de Saône-et-Loire. En effet, cinquante habitants y étaient recensés au 1er janvier 2019 (chiffre officialisé par l'INSEE au 1er janvier 2022), ce qui classe cette commune au 4e rang des communes les moins peuplées de Saône-et-Loire, derrière Chérizet (20 habitants), Grevilly (30 habitants) et Montceaux-Ragny (31 habitants).

## Géographie
- La commune est située à mi-chemin entre Autun, Beaune, Chalon-sur-Saône et Le Creusot.
- Elle est également proche de Couches.

### Climat
Pour des articles plus généraux, voir Climat de la Bourgogne-Franche-Comté et Climat de Saône-et-Loire.
En 2010, le climat de la commune est de type climat océanique dégradé des plaines du Centre et du Nord, selon une étude du Centre national de la recherche scientifique s'appuyant sur une série de données couvrant la période 1971-2000. En 2020, Météo-France publie une typologie des climats de la France métropolitaine dans laquelle la commune est exposée à un climat océanique altéré et est dans la région climatique Lorraine, plateau de Langres, Morvan, caractérisée par un hiver rude (1,5 °C), des vents modérés et des brouillards fréquents en automne et hiver.
Pour la période 1971-2000, la température annuelle moyenne est de 10,2 °C, avec une amplitude thermique annuelle de 17,2 °C. Le cumul annuel moyen de précipitations est de 862 mm, avec 12,3 jours de précipitations en janvier et 7,2 jours en juillet. Pour la période 1991-2020, la température moyenne annuelle observée sur la station météorologique de Météo-France la plus proche, « St-Maurice-lès-Couches_sapc », sur la commune de Saint-Maurice-lès-Couches à 9 km à vol d'oiseau, est de 11,5 °C et le cumul annuel moyen de précipitations est de 803,5 mm. 
La température maximale relevée sur cette station est de 40,4 °C, atteinte le 12 août 2003 ; la température minimale est de −16,7 °C, atteinte le 20 décembre 2009,,.
Les paramètres climatiques de la commune ont été estimés pour le milieu du siècle (2041-2070) selon différents scénarios d'émission de gaz à effet de serre à partir des nouvelles projections climatiques de référence DRIAS-2020. Ils sont consultables sur un site dédié publié par Météo-France en novembre 2022.

## Urbanisme

### Typologie
Au 1er janvier 2024, Collonge-la-Madeleine est catégorisée commune rurale à habitat très dispersé, selon la nouvelle grille communale de densité à sept niveaux définie par l'Insee en 2022.
Elle est située hors unité urbaine et hors attraction des villes,.

### Occupation des sols
L'occupation des sols de la commune, telle qu'elle ressort de la base de données européenne d’occupation biophysique des sols Corine Land Cover (CLC), est marquée par l'importance des territoires agricoles (75,5 % en 2018), une proportion identique à celle de 1990 (75,5 %). La répartition détaillée en 2018 est la suivante : prairies (67,4 %), forêts (24,5 %), terres arables (8,2 %). L'évolution de l’occupation des sols de la commune et de ses infrastructures peut être observée sur les différentes représentations cartographiques du territoire : la carte de Cassini (XVIIIe siècle), la carte d'état-major (1820-1866) et les cartes ou photos aériennes de l'IGN pour la période actuelle (1950 à aujourd'hui).

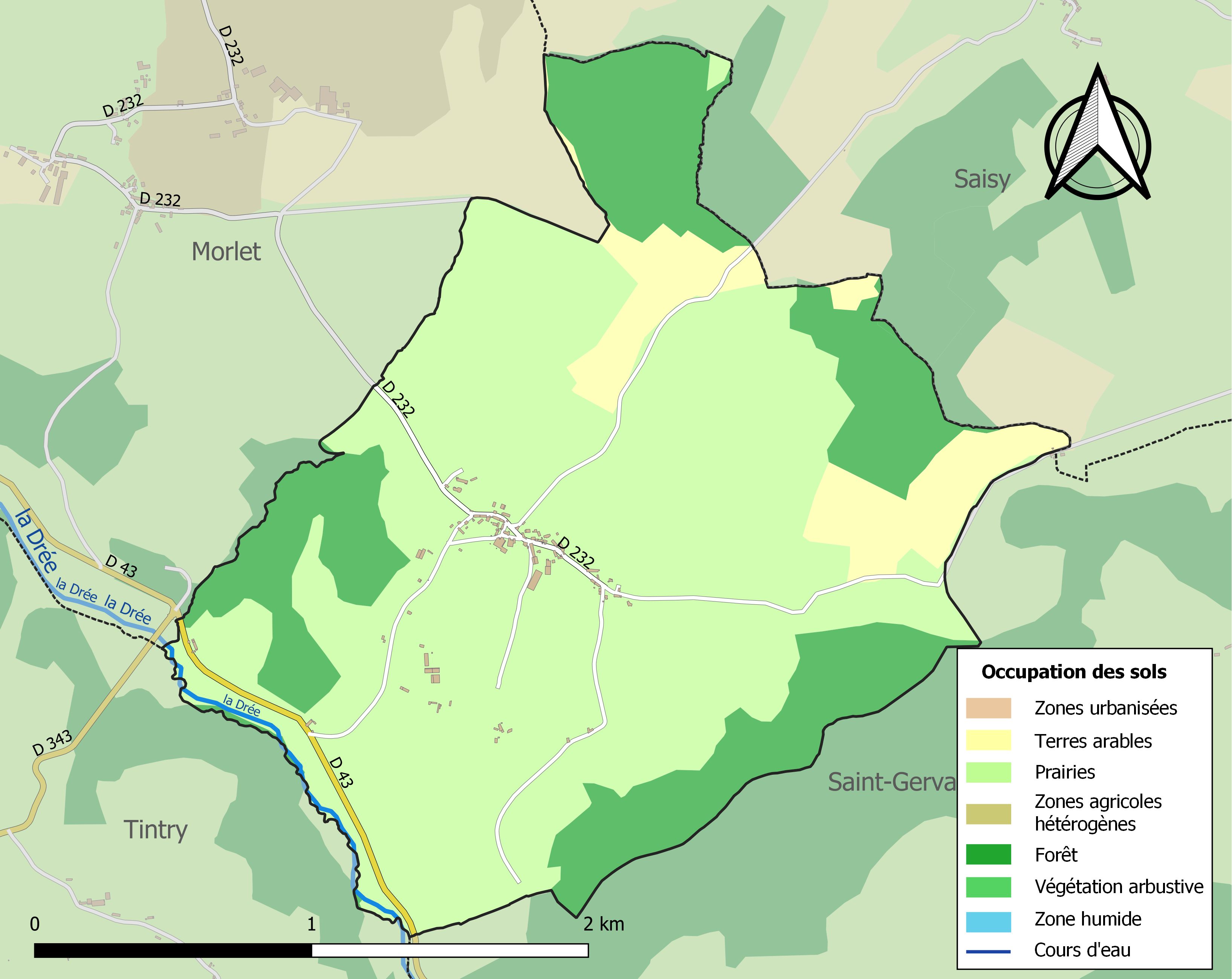
Carte des infrastructures et de l'occupation des sols de la commune en 2018 (CLC).

## Histoire
- Lieu probable d'une bataille au Moyen Âge.

## Politique et administration
| Période                                  | Période      | Identité           | Étiquette                                  | Qualité |
| ---------------------------------------- | ------------ | ------------------ | ------------------------------------------ | ------- |
| avant 1988                               | ?            | Henri Pellerin     |                                            |         |
| mars 2001                                | mars 2008    | Dominique Larue    | aucune, mais une préférence pour Les Verts |         |
| mars 2008                                | fevrier 2013 | Claudette Pellerin |                                            |         |
| mars 2013                                | En cours     | Maurice Chamoy     |                                            |         |
| Les données manquantes sont à compléter. |              |                    |                                            |         |

## Démographie
L'évolution du nombre d'habitants est connue à travers les recensements de la population effectués dans la commune depuis 1793. Pour les communes de moins de 10 000 habitants, une enquête de recensement portant sur toute la population est réalisée tous les cinq ans, les populations de référence des années intermédiaires étant quant à elles estimées par interpolation ou extrapolation. Pour la commune, le premier recensement exhaustif entrant dans le cadre du nouveau dispositif a été réalisé en 2006.

En 2022, la commune comptait 39 habitants, en évolution de −13,33 % par rapport à 2016 (Saône-et-Loire : −1,06 %, France hors Mayotte : +2,11 %).
| 1793 | 1800 | 1806 | 1821 | 1831 | 1836 | 1841 | 1846 | 1851 |
| ---- | ---- | ---- | ---- | ---- | ---- | ---- | ---- | ---- |
| 206  | 179  | 211  | 206  | 225  | 220  | 212  | 211  | 177  |

| 1856 | 1861 | 1866 | 1872 | 1876 | 1881 | 1886 | 1891 | 1896 |
| ---- | ---- | ---- | ---- | ---- | ---- | ---- | ---- | ---- |
| 198  | 182  | 175  | 182  | 174  | 161  | 162  | 142  | 131  |

| 1901 | 1906 | 1911 | 1921 | 1926 | 1931 | 1936 | 1946 | 1954 |
| ---- | ---- | ---- | ---- | ---- | ---- | ---- | ---- | ---- |
| 127  | 117  | 103  | 77   | 77   | 75   | 70   | 64   | 80   |

| 1962 | 1968 | 1975 | 1982 | 1990 | 1999 | 2006 | 2011 | 2016 |
| ---- | ---- | ---- | ---- | ---- | ---- | ---- | ---- | ---- |
| 110  | 126  | 99   | 71   | 69   | 62   | 58   | 38   | 45   |

| 2021 | 2022 | - | - | - | - | - | - | - |
| ---- | ---- | - | - | - | - | - | - | - |
| 43   | 39   | - | - | - | - | - | - | - |

## Économie
- Agriculture et pâturage.
- Élevage de porcins et bovins (race charolaise).
- Petits commerces.
- Centre de vacances et de classes de découverte.

## Culture locale et patrimoine

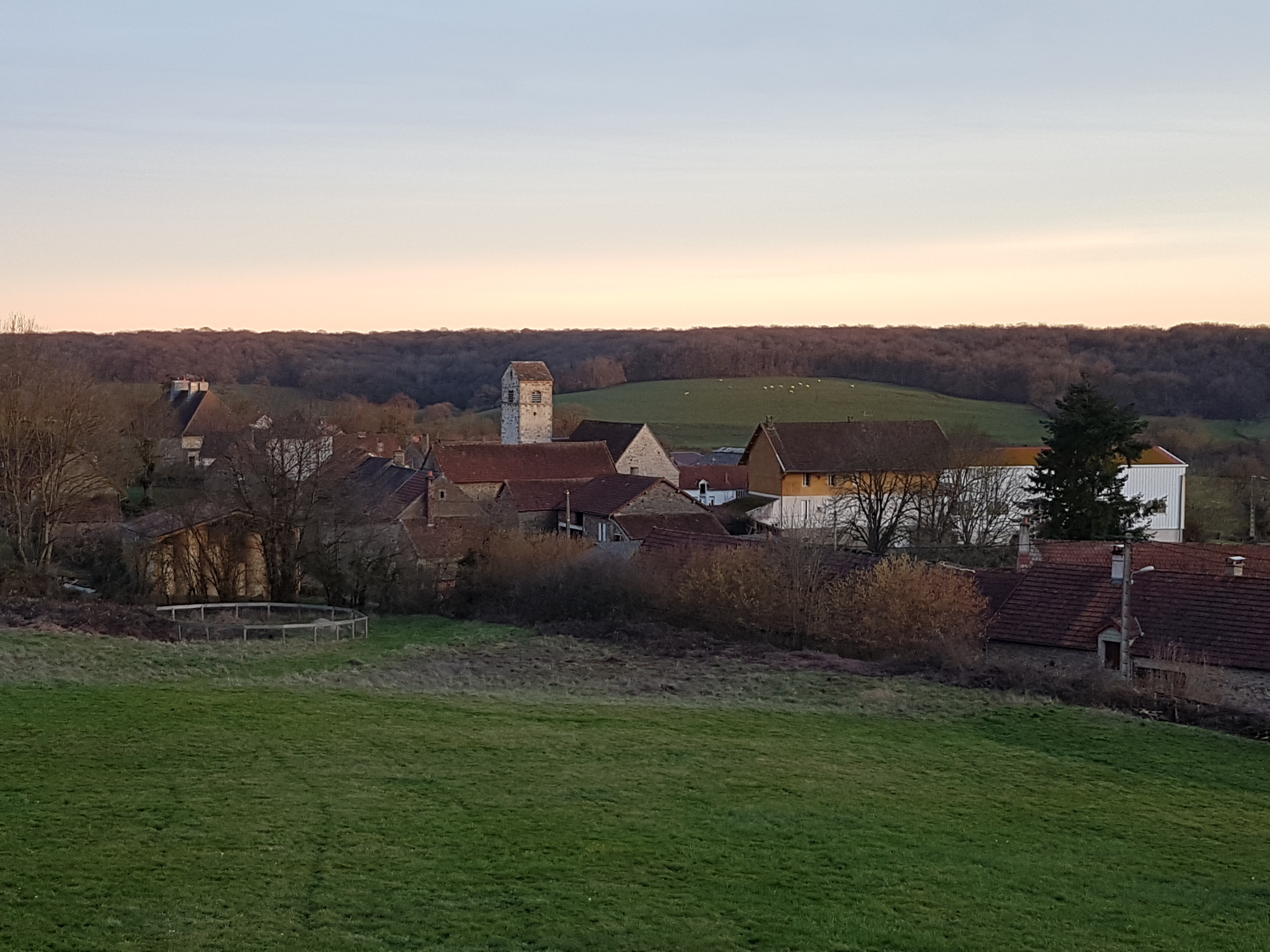
Vue du bourg de Collonge-la-Madeleine.

### Lieux et monuments
- L'église Saint-Barthélémy, édifice roman dont le chœur est à deux travées et qui dispose d'un chevet plat. Le clocher de cette église, coiffé en bâtière[20], abrite deux cloches, l'une de 1730 et l'autre, beaucoup plus ancienne, fondue au milieu du XVIe siècle[21]. Elle est entourée du cimetière.
- Château d'Alibourg, en ruine.
- Lavoir et ancien moulin à eau.
- Four à pain en pierre et en bois.
- Étang.
- Centre du C.P.I.E (Centre permanent d'initiatives pour l'environnement) « Pays de l'Autunois » qui accueille des jeunes durant l'été et organise des stages d'archéologie, d'accrobranche, de pêche, de photographie, d'équitation, etc.

## Pour approfondir